# 帕扎爾吉克市鎮
42°11′21″N 24°19′57″E / 42.18917°N 24.33250°E
帕扎爾吉克市，是保加利亞的城鎮，位於該國西南部，由帕扎爾吉克州負責管轄，首府設於帕扎爾吉克，面積639.8平方公里，2006年人口122,282，人口密度每平方公里191.13人。